# Klasztor św. Scholastyki w Birgu
Klasztor św. Scholastyki (malt. Il-Monasteru tas-Santa Skolastika) – żeński klasztor sióstr benedyktynek w Birgu na Malcie. Do klasztoru przylega kościół św. Anny.

## Historia
Budynek dzisiejszego klasztoru św. Scholastyki zbudowany został jako Sacra Infermeria – szpital zakonu joannitów, z chwilą jego przybycia na Maltę w 1530. Budynek został ukończony w 1533, w 1538 dobudowane zostało kolejne piętro. W szpitalu mogli być hospitalizowani tylko mężczyźni, choć lekarze pomagali też pielgrzymom, sierotom i niemowlętom znalezionym na zewnątrz.

Podczas oblężenia Malty w 1565 szpital był tak przepełniony, że część pacjentów musiała zostać przeniesiona do budynków języków Zakonu oraz do prywatnych domów.
W 1575 szpital został przeniesiony do Valletty, do nowego budynku. Od tego czasu budynek Infermerii stał nieużytkowany. Zakonnice reguły św. Benedykta, od 1604 mieszkające w byłym pałacu wielkiego mistrza w Birgu, i odczuwające już tam brak miejsca, poprosiły Wielkiego Mistrza o podarowanie im niszczejącego budynku szpitala. Po uzyskaniu zgody Rady Zakonu w 1643, adaptacji niewykorzystanych pomieszczeń szpitalnych oraz odpowiednich przygotowaniach 30 października 1652 benedyktynki przeniosły się do nowej siedziby, gdzie pozostają do dziś.
Wielkim dobroczyńcą klasztoru była Donna Aloisietta Dorel Pecos, która wyposażyła klasztor w wiele przedmiotów, a także pokryła koszty wybudowania w 1679 kościoła obok klasztoru jako ex-voto za ustąpienie epidemii dżumy. Przekazała też szaty liturgiczne i inne przedmioty sakralne dla świątyni.
W historii klasztoru siostry dwukrotnie zmuszone były opuścić budynek: w latach 1798–1800 zakonnice przebywały w Mdinie na polecenie francuskich najeźdźców, po raz drugi zakonnice przenoszą się do Mdiny w latach 1940–44 w obliczu ciężkiego bombardowania wroga (inne źródła podają Vallettę jako miejsce przenosin).
Po powrocie z „wygnania” 22 lipca 1944 siostry włożyły wiele pracy w zmiany strukturalne w klasztorze, zawsze zgodnie z Regułą św. Benedykta, która zalecając dostosowanie się do otoczenia, musi również dostosować się do potrzeb. Z zewnątrz klasztor niewiele się zmienił i pozostał prawie taki sam, jak w przeszłości, ale od wewnątrz istniała potrzeba zmian, aby nawet zakonnice mogły dostosować się do wymogów i życia naszych czasów. Duże sale przekształcono w wygodne i przestronne pokoje; zainstalowano oświetlenie i telefony.

## Opis
Kilka zmian konstrukcyjnych zostało dokonanych w oryginalnym projekcie szpitala, gdy zakonnice wprowadziły się około 1652, aby dostosować go do wymagań klasztoru, przy czym główną zmianą było zburzenie kilku oddziałów, aby zrobić miejsce pod budowę nowego i bardziej przestronnego kościoła.
Zachodnia strona budynku uległa znacznej zmianie w 1901, kiedy to część budynku zburzono i zastąpiono sześcioma trzypiętrowymi domami przy Triq Santa Skolastika, które zostały celowo zbudowane, aby odgrodzić mieszkania zakonnic od lokatorów po przeciwnej stronie ulicy. W rezultacie bardzo niewiele wnętrza można zobaczyć z zewnątrz. W trakcie przebudowy zburzono również dotychczasowe główne wejście szpitala i poczekalnię na świeżym powietrzu. Według starego zdjęcia monochromatycznego, wejście było w stylu gotyckim i miało płaskorzeźbę z literami I.H.S. w środku.
Obecne wejście znajduje się teraz przy bocznych drzwiach sąsiadujących z kościołem św. Anny. Szeroka galeria prowadzi do głównych schodów do oddziałów na piętrze. Loggia wychodzi na ogród (cortile grande). W jego centrum znajduje się zbiornik na deszczówkę. Ta cysterna była w rzeczywistości kamieniołomem, z którego wydobywano kamienie do budowy szpitala. W ogrodzie rosną drzewa pomarańczowe a winorośl pnie się po otaczających filarach cichego dziedzińca. Nad nim znajduje się rzeźbiony herb Wielkiego Mistrza Philippe Villiersa de L’Isle-Adam.

Na jednym końcu dziedzińca szeroka sklepiona sala o prostokątnym kształcie była używana jako refektarz, a obecnie służy jako kuchnia zakonna. Ma dostęp do innego dziedzińca, cortile basso, który prowadzi do dwóch małych komnat znanych jako i carceri (cele więzienne), ponieważ służyły jako areszt.
Po północnej stronie budynku znajduje się dawna kaplica, obecnie przekształcona w jadalnię. Z tyłu, zwrócony w stronę morza, budynek jest podzielony na część centralną i dwie boczne, a obszar pomiędzy nimi tworzy dwa otwarte balkony i tarasy.

## Dzień dzisiejszy
Obecnie (dane z 2024) w klasztorze żyje 10 zakonnic.

## Ochrona dziedzictwa kulturowego
27 sierpnia 2012 klasztor wraz z kościołem św. Anny wpisany został na listę National Inventory of the Cultural Property of the Maltese Islands pod nr. 00707.